# Degosova nemoc
Degosova nemoc (známá též jako maligní atrofická papulóza) je extrémně vzácná vaskulopatie, která postihuje sliznice středně velkých a malých žil a tepen, a způsobuje ucpání cév a infarkt tkáně.
Mezi postižené krevní cévy patří ty, které zásobují kůži, trávicí soustavu a centrální nervovou soustavu (CNS). To může mít za následek střevní ischemii (mezentrickou ischemii nebo ischemickou kolitidu), chronické kožní léze, oční léze, cévní mozkové příhody (tzv. mrtvice), spinální léze, mononeuritis multiplex, epilepsie, bolesti hlavy nebo kognitivní poruchy. U pacientů s Degosovou nemocí byly zaznamenány i pleurální nebo perikardiální výpotky.
Tato nemoc může být fatální a medián přežití je 2 až 3 roky. U některých pacientů však pravděpodobně může nastat benigní forma (Degos acanthoma), která postihuje pouze kůži. V současné době je na světě méně než padesát známých žijících pacientů s Degosovou nemocí a méně než 200 jich je zaznamenáno v lékařské literatuře. Možnosti léčby jsou omezené a skládají se zejména z protidestičkových léků (antiplatelet drugs), antikoagulancií či imunosupresiv a efekt této léčby je znám pouze na základě kazuistiky.
Bylo navrženo, že Degosova nemoc není samostatnou nemocí, nýbrž konečným výsledkem několika systémových cévních onemocnění.
Onemocnění je pojmenováno po Robertu Degosovi, který ji roku 1942 rozpoznal jako samostatnou klinickou entitu poté, co nemoc jako první roku 1941 popsal Kohlmeir.